# Toshirō Mifune
Toshirō Mifune (三船 敏郎 Mifune Toshirō) (n. 1 aprilie 1920, Qingdao, Republica Chineză – d. 24 decembrie 1997, Tōkyō, Japonia) a fost un important actor, regizor, producător japonez, considerat unul dintre cei mai de valoare actori din țara sa și printre numele mari ale cinematografiei universale.
Printre multele premii care i-au fost acordate se numără Leul de Aur (la Expoziția Internațională de Artă cinematografică de la Veneția în 1951 pentru Rashômon) și Legiunea de onoare și un premiu Oscar pentru întreaga carieră.

## Filmografie
- 1948 - Înger beat (酔いどれ天使)
- 1949 - Duel tăcut (静かなる決闘)
- 1949 - Câine vagabond (野良犬)
- 1950 - Scandal (醜聞)
- 1950 - Rashomon (羅生門)
- 1951 - Idiotul (白痴)
- 1954 - Cei șapte samurai (七人の侍) - samuraiul Kikuchiyo[10]
- 1955 - Cronica unei vietăți (生きものの記録)
- 1957 - Tronul însângerat (蜘蛛巣城) - generalul Washizu[11]
- 1957 - Azilul de noapte (どん底) - hoțul Sutekichi[12]
- 1958 - Fortăreața ascunsă (隠し砦の三悪人)
- 1958: Jours de congé à Tokyo (東京の休日 Tōkyō no kyūjitsu?), regizat de Kajirō Yamamoto[13]
- 1958 - Omul cu ricșa (無法松の一生) - Matsugoro, „omul cu ricșa”[14]
- 1960 - Ticăloșii dorm bine (悪い奴ほどよく眠る)
- 1961 - Garda de corp (用心棒)
- 1962 - Sanjuro (椿三十郎) - roninul Tsubaki Sanjuro[15]
- 1963 - Paradis și infern (天国と地獄)
- 1965 - Barbă Roșie (赤ひげ) - dr. Kyojō Niide, directorul spitalului Koishikawa[16]
- 1966 Marele premiu (Grand Prix), regia John Frankenheimer
- 1967 - Ultimul samurai (上意討ち 拝領妻始末) - samuraiul Isaburo Sasahara[17]
- 1979 - 1941 - Commander Akiro Mitamura
- 1981 - Inchon - Saito

## Premii și distincții
- 1951: Premiul Panglica Albastră pentru cel mai bun actor pentru interpretările sale din Who Knows a Woman's Heart? și Life of a Horse-Trader[18]
- 1957: Premiul Mainichi pentru cel mai bun actor pentru interpretările sale din Tronul însângerat, Shitamachi și Azilul de noapte[19]
- 1961: Premiul Kinema Junpo pentru cel mai bun actor pentru interpretările sale din Yojimbo și Osaka-jo Monogatari[20]
- 1961: Premiul Panglica Albastră pentru cel mai bun actor pentru interpretările sale din Yojimbo și Animas Trujano[21]
- 1965: Premiul Panglica Albastră pentru cel mai bun actor pentru interpretarea sa din Barbă Roșie[21]
- 1968: Premiul Kinema Junpo pentru cel mai bun actor pentru interpretările sale din Admiral Yamamoto, Tunnel to the Sun și The Day the Sun Rose[20]
- 1987: Premiul Mainichi pentru cel mai bun actor în rol secundar pentru interpretarea sa din Torasan Goes North[22]
- 1987: Premiul Panglica Albastră pentru cel mai bun actor în rol secundar pentru interpretarea sa din Torasan Goes North[23]